# (2611) Boyce
(2611) Boyce es un asteroide perteneciente al cinturón de asteroides, descubierto el 7 de noviembre de 1978 por Eleanor F. Helin y el también astrónomo Schelte John Bus desde el Observatorio del Monte Palomar, Estados Unidos.

## Designación y nombre
Designado provisionalmente como 1978 VQ5. Fue nombrado Boyce en honor al astrónomo estadounidense Joseph M. Boyce.